# Reinheim
Reinheim – niemieckie miasto w kraju związkowym Hesja, w rejencji Darmstadt, w powiecie Darmstadt-Dieburg, założone około roku 1260. Według danych z 30 września 2015 miasto liczyło 16 242 mieszkańców.

## Położenie geograficzne
Reinheim położony jest w południowej części Hesji na skraju regionu Ren-Men, w samym sercu powiatu Darmstadt-Dieburg. Reinheim jest „bramą do Odenwaldu”. Miasto graniczy na północy z Groß-Zimmern, na wschodzie z gminą Otzberg, na południowym wschodzie z Brensbach. Na zachodzie z miastem Ober-Ramstadt, a w północno-zachodniej części z gminą Roßdorf.

## Części miasta
Miasto Reinheim składa się z pięciu części: Georgenhausen, Reinheim, Spachbrücken, Ueberau i Zeilhard oraz z trzech małych osiedli mieszkaniowych, którymi są: Dilshofen, Hundertmorgen i Orscheläcker.

## Toponimika nazwy
Etymologia nazwy miasta nie jest do końca wyjaśniona. Istnieje kilka różniących się od siebie interpretacji. Niektórzy wywodzą jego nazwę od imienia Reginon, inni od praindoeuropejskiej nazwy oznaczającej „rzekę”. Legenda wspomina również o Catherinie Pure. Mówi ona o dziewczynie, która w cudowny sposób miała wyleczyć nieznanego rycerza z poważnej choroby zakaźnej. Jego ojciec był podobno tak wdzięczny, że nazwał miasto jej imieniem.

## Historia
Reinheim zostało założone przez hrabiów Katzenelnbogen w roku 1260, pierwotnie było otoczone fosą. Z 1375 znany jest sławny miejscowy rycerz-zbójnik baron Werner Kalb von Reinheim, wasal hrabiego Diethera VIII, który łupił sąsiednie zamki. Pierwsze wzmianki o zamku i sądzie w Reinheim pochodzą z lat 1276/1277.
Od 1821 r. Reinheim było siedzibą miejscowego starostwa. W 1832 zostało przyłączone do powiatu Dieburg.
Od 1977 jest częścią powiatu Darmstadt-Dieburg. W wyniku zmiany granic administracyjnych z 1971, poszczególne dzielnic obecnego Reinheim tj. Ueberau, Spachbrücken i Zeilharder zostały włączone do wielkiego „Miasta Reinheim”. Zmiany te zostały usankcjonowane w wyniku reformy miejskiej z 1977 r. Nazwy poszczególnych dzielnic funkcjonują do dzisiejszego dnia.

## Oświata
- Kurt-Schumacher-Schule (szkoła ogólnokształcąca)
- Gersprenzschule (szkoła podstawowa)
- Dilsbachschule, Spachbrücken (szkoła podstawowa)
- Hirschbachschule, Georgenhausen (szkoła podstawowa)
- Grundschule Ueberau (szkoła podstawowa)

## Gospodarka
Oprócz małych i średnich firm, w mieście znajdują się trzy najważniejsze przedsiębiorstwa: oddział Merz Pharma, producenta produktów farmaceutycznych, przedsiębiorstwo z Grupy Würth producent wyrobów metalowych oraz fabryka robotów Remak.

## Transport
Linie autobusowe przebiegające przez Reinheim:
- K 55 Darmstadt – Roßdorf – Reinheim – Gr.-Bieberau – Niedernhausen
- K 57 Reinheim – Gr.-Bieberau – Niedernhausen – Neunkirchen
- 678 Darmstadt – Mühltal – Ober-Ramstadt – Reinheim – Gr.-Umstadt – Wiebelsbach
- 693 Reinheim – Gr.-Bieberau – Brensbach – Reichelsheim – Fürth (nocna)
- 5509 Reinheim – Gr.-Zimmern – Dieburg – Ober-Roden

## Współpraca
Miejscowości partnerskie:
- Cestas, Francja
- Fürstenwalde/Spree, Brandenburgia
- Licata, Włochy
- Sanok, Polska